# Annalisa Accarino
Annalisa Accarino (Napoli, 28 aprile 1972) è un'ex cestista italiana.

## Carriera
Guardia tiratrice di 172 cm, ha giocato con Caserta, Priolo e Maddaloni in Serie A1.